# نعیمه عبابسه

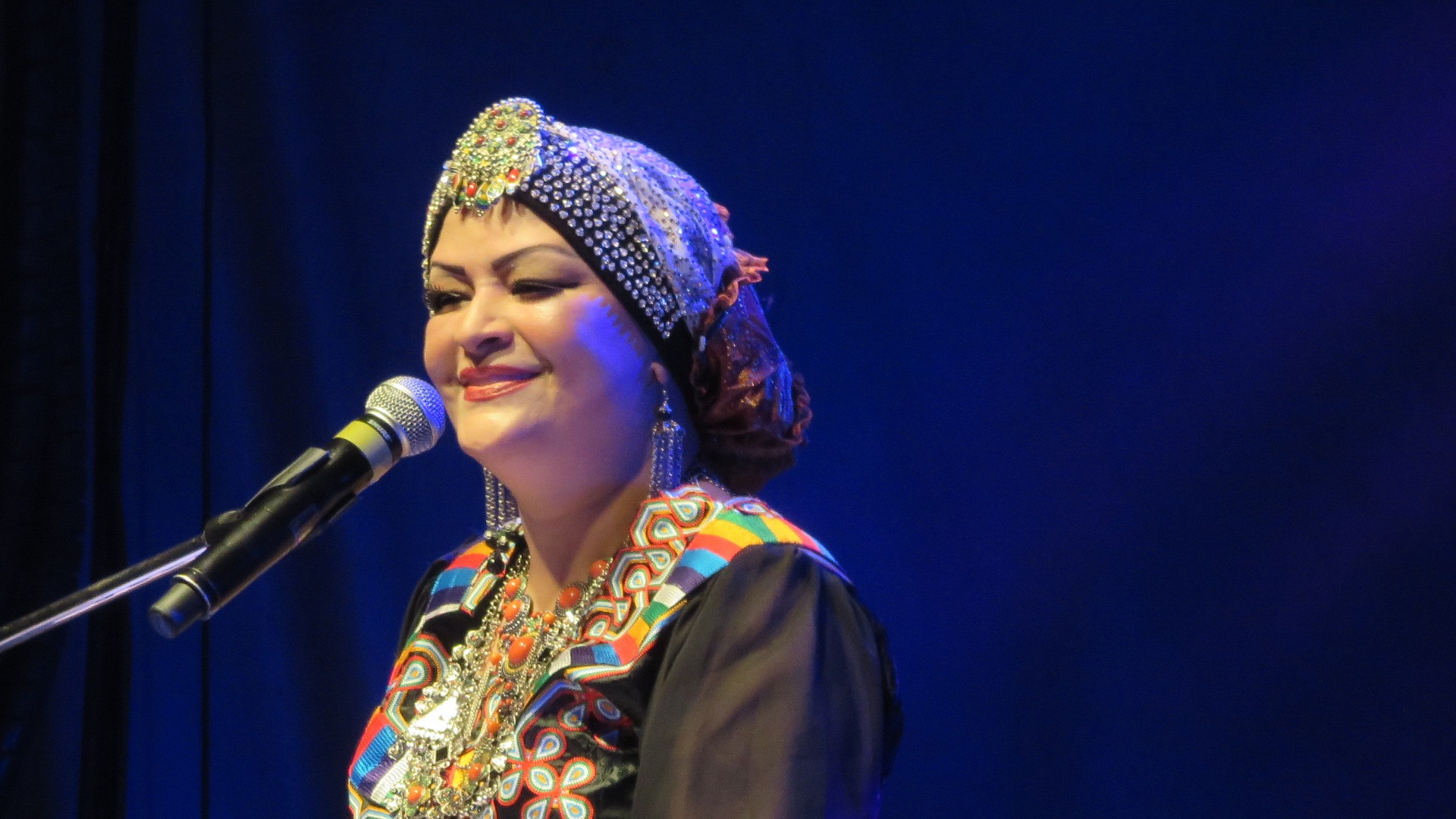

نعیمه عبابسه (متولد ۱۹۶۳ در الجزایر) خواننده و مجری الجزایری است که به دلیل آهنگ‌های الجزایری اش که ویژگی‌ها و زیبایی زنان و ارزش بالای آنها را می‌ستاید، شهرت دارد. او در ۱۸ آوریل ۲۰۲۱ در الجزایر درگذشت.
این هنرمند طی کنسرتی که با حضور بسیاری از هنرمندان با خوانندگی گروه Chaoui در تئاتر Bercy در پاریس در سال ۲۰۰۰ برگزار شد، از Matoub Lounes در پاریس تقدیر کرد. او همچنین در سال ۲۰۰۸ در تجلیل از هنرمند سلوا در الجزایر در تئاتر ملی الجزایر محی الدین باخترزی شرکت کرد.